# Kana (Libanon)
Kana (arabisch قانا, DMG Qānā) ist ein Dorf im Süd-Libanon, 10 km südöstlich der Stadt Tyros und 12 km nördlich der Grenze zu Israel. Die etwa 10.000 Einwohner sind überwiegend Schiiten. Es wird mitunter als Schauplatz der biblischen Hochzeit zu Kana (Joh 2,1–11 ) betrachtet.

## Geschichte
1996 fand im Rahmen der israelischen Militäroperation „Früchte des Zorns“ ein schwerer israelischer Artillerieangriff auf Kana statt, wobei am 18. April 1996 eine in dem Dorf gelegene Einrichtung der UNIFIL von der israelischen Artillerie getroffen wurde. Von den dort befindlichen rund 800 Flüchtlingen wurden mehr als 100 getötet und etwa 300 verletzt.
Am 30. Juli 2006 wurde Kana in Zusammenhang mit dem Libanonkrieg 2006 erneut von einem Militärschlag getroffen. Beim Luftangriff auf Kana starben 28 Zivilisten, unter ihnen 16 Kinder und Jugendliche, weitere 13 gelten als vermisst. Aufgrund der internationalen Reaktionen markierte der Angriff den Wendepunkt im Kriegsverlauf. Auf Druck der USA stimmte Israel am Abend desselben Tages einer 48-stündigen Aussetzung der Luftangriffe zu, die es allerdings nicht einhielt.